# Ambassade de Mongolie en Russie
L'ambassade de Mongolie en Russie est la représentation diplomatique de la Mongolie en Russie. 
Elle est située à Moscou, la capitale du pays, au 11 Borisoglebsky Lane.